# Калита Юрій Петрович
Юрій Петрович Калита (16 червня 1937, місто Благовєщенськ, тепер Амурської області, Російська Федерація) — радянський діяч, бригадир бригади екскаваторників управління механізації будівництва територіального будівельного об'єднання «Амурбуд» Амурської області. Член ЦК КПРС у 1990—1991 роках.

## Життєпис
У 1957 році закінчив Райчихінське технічне училище Амурської області.
У 1957 році — помічник машиніста екскаватора будівельного управління № 3 «Райчихвуглебуд» міста Райчихінськ Амурської області.
З 1957 по 1958 рік служив у Радянській армії.
У 1958—1978 роках — машиніст екскаватора управління механізації будівельно-монтажного об'єднання «Амурбуд» міста Благовєщенськ Амурської області.
Член КПРС з 1968 року.
З 1978 року — бригадир бригади екскаваторників управління механізації будівництва територіального будівельного об'єднання «Амурбуд» міста Благовєщенськ Амурської області.
Подальша доля невідома.

## Нагороди та відзнаки
- Заслужений будівельник Російської РФСР